# Donna Michelle
Donna Michelle, född 8 december 1945 i Los Angeles, Kalifornien, USA, död 10 april 2004, var en amerikansk fotomodell och skådespelare. Hon utsågs till herrtidningen Playboys Playmate of the Month för december 1963 och till Playmate of the Year för 1964.